# Hrvatski nogometni kup 1993/94
Der Hrvatski nogometni kup 1993/94 war der dritte Wettbewerb um den kroatischen Fußballpokal nach der Loslösung des kroatischen Fußballverbandes aus dem jugoslawischen Fußballverband.
NK Croatia Zagreb setzte sich in zwei Finalspielen gegen NK Rijeka durch. Es war Zagrebs erster Pokalsieg in Kroatien und der achte insgesamt.

## Modus
In jeder Runde einschließlich des Finales wurden jeweils Hin- und Rückspiele ausgetragen. Bei gleicher Anzahl an Toren aus beiden Spielen kam die Mannschaft weiter, die auswärts mehr Tore erzielt hatte. Herrschte auch hier Gleichstand, wurde ein Elfmeterschießen zur Ermittlung des Siegers ausgetragen.

## Qualifikation
Die Sieger der Pokalwettbewerbe aus den 21 Regionen Kroatiens sowie die Finalisten der 11 mitgliederstärksten Regionalverbände starteten in der ersten Runde des kroatischen Pokalwettbewerbs.

## Ergebnisse

### Sechzehntelfinale
Hinspiele vom 13. bis 16. August 1993, Rückspiele am 31. August 1993
|                       | Gesamt          |                              | Hinspiel | Rückspiel |
| --------------------- | --------------- | ---------------------------- | -------- | --------- |
| Gusar Komin           | 0:3             | NK Šibenik                   | 0:3      | 0:0       |
| Moslavina Kutina      | 02:11           | NK Osijek                    | 0:5      | 2:6       |
| Hajduk Split          | 16:00           | HNK Primorac Biograd na Moru | 11:00    | 4:0       |
| NK Varteks Varaždin   | 7:1             | NK Zagorec Krapina           | 7:0      | 0:1       |
| Baranja Beli Manastir | 01:11           | Cibalia Vinkovci             | 0:4      | 1:7       |
| NK Špansko            | 2:6             | NK Belišće                   | 0:3      | 2:3       |
| Inker Zaprešić        | 8:2             | Đakovo Certissa              | 5:0      | 3:2       |
| Melalac OLT Osijek    | 0:2             | NK Pazinka Pazin             | 0:1      | 0:1       |
| NK Dubrovnik          | 1:1 (4:5 i. E.) | Čelik Križevci               | 1:0      | 0:1       |
| NK Zagreb             | 3:1             | Orijent Rijeka               | 3:0      | 0:1       |
| NK Rijeka             | 6:2             | NK Budućnost Hodošan         | 3:0      | 3:2       |
| Radnik Velika Gorica  | 0:6             | NK Bjelovar                  | 0:3      | 0:3       |
| Sesvete Zagreb        | 0:6             | NK Zadar                     | 0:3      | 0:3       |
| NK Croatia Zagreb     | 5:1             | NK Marsonia                  | 5:0      | 0:1       |
| NK Mladost Cernik     | 01:17           | Segesta Sisak                | 1:3      | 00:14     |
| NK Rovinj             | 3:5             | NK Istra Pula                | 2:4      | 1:1       |

### Achtelfinale
Hinspiele am 11. und 12. Oktober 1993, Rückspiele am 26. Oktober 1993
|                   | Gesamt    |                     | Hinspiel | Rückspiel |
| ----------------- | --------- | ------------------- | -------- | --------- |
| Cibalia Vinkovci  | 1:4       | NK Varteks Varaždin | 0:0      | 1:4       |
| Inker Zaprešić    | (a)3:3(a) | Segesta Sisak       | 3:2      | 0:1       |
| NK Belišće        | 1:4       | NK Rijeka           | 0:0      | 1:4       |
| NK Pazinka Pazin  | 1:5       | NK Zagreb           | 0:1      | 1:4       |
| NK Osijek         | 2:3       | NK Dubrovnik        | 1:0      | 1:3       |
| Hajduk Split      | 4:0       | NK Zadar            | 2:0      | 2:0       |
| NK Croatia Zagreb | 4:2       | NK Šibenik          | 1:0      | 3:2       |
| NK Istra Pula     | (a)1:1(a) | NK Bjelovar         | 1:1      | 0:0       |

### Viertelfinale
Hinspiele vom 15. bis 16. März 1994, Rückspiele am 30. März 1994
|                   | Gesamt    |                     | Hinspiel | Rückspiel |
| ----------------- | --------- | ------------------- | -------- | --------- |
| NK Croatia Zagreb | (a)3:3(a) | NK Varteks Varaždin | 1:0      | 1:2       |
| NK Bjelovar       | 1:4       | NK Rijeka           | 1:0      | 0:4       |
| Hajduk Split      | 1:0       | NK Dubrovnik        | 1:0      | 0:0       |
| NK Zagreb         | 5:3       | Segesta Sisak       | 2:2      | 3:1       |

### Halbfinale
Hinspiele am 13. und 14. April 1994, die Rückspiele am 27. April 1994
|           | Gesamt    |                   | Hinspiel | Rückspiel |
| --------- | --------- | ----------------- | -------- | --------- |
| NK Rijeka | (a)3:3(a) | Hajduk Split      | 0:0      | 3:3       |
| NK Zagreb | 2:3       | NK Croatia Zagreb | 2:2      | 0:1       |

### Finalspiele

#### Hinspiel
| NK Croatia Zagreb                         | NK Croatia Zagreb | NK Rijeka | NK Rijeka |
| ----------------------------------------- | --- | --- | --------- |
| NK Croatia Zagreb                         | \| 1. Juni 1994 in Zagreb (Stadion Maksimir) \| \| Ergebnis: 2:0 (1:0) \| \| Zuschauer: 15.000 \| \| Schiedsrichter: Veljko Matković \| \| Spielbericht \|                                                                                     | \| 1. Juni 1994 in Zagreb (Stadion Maksimir) \| \| Ergebnis: 2:0 (1:0) \| \| Zuschauer: 15.000 \| \| Schiedsrichter: Veljko Matković \| \| Spielbericht \|                                                                                             | NK Rijeka |
| NK Croatia Zagreb                         | Dražen Ladić, Dževad Turković, Damir Lesjak, Dario Šimić, Zoran Mamić (65. Joško Jeličić), Slavko Ištvanić, Sead Halilović, Josip Gašpar, Goran Vlaović (77. Željko Adžić), Vjekoslav Škrinjar, Igor Cvitanović Cheftrainer: Miroslav Blažević | Mladen Žgajner, Ivan Kurtović, Leandar Kelentrić, Alen Horvat, Stojan Belaić, Elvis Brajković, Dragan Raković (50. Robert Rubčić), Mladen Mladenović, Andrei Živković, Fuad Sašivarević, Damir Knežević (46. Elvis Scoria) Cheftrainer: Srećko Juričić | NK Rijeka |
| NK Croatia Zagreb                         | 1:0 Dževad Turković (12.) 2:0 Igor Cvitanović (48.) | | NK Rijeka |
| NK Croatia Zagreb                         | Ladić, Mamić, Cvitanović | Sašivarević | NK Rijeka |
| NK Croatia Zagreb                         | Horvat | | NK Rijeka |
| 1. Juni 1994 in Zagreb (Stadion Maksimir) | | |           |
| Ergebnis: 2:0 (1:0)                       | | |           |
| Zuschauer: 15.000                         | | |           |
| Schiedsrichter: Veljko Matković           | | |           |
| Spielbericht                              | | |           |

#### Rückspiel
| NK Rijeka                                  | NK Rijeka | NK Croatia Zagreb | NK Croatia Zagreb |
| ------------------------------------------ | --- | --- | ----------------- |
| NK Rijeka                                  | \| 15. Juni 1994 in Rijeka (Stadion Kantrida) \| \| Ergebnis: 1:0 (1:0) \| \| Zuschauer: 15.000 \| \| Schiedsrichter: Darko Cvitković \| \| Spielbericht \|                                                                                          | \| 15. Juni 1994 in Rijeka (Stadion Kantrida) \| \| Ergebnis: 1:0 (1:0) \| \| Zuschauer: 15.000 \| \| Schiedsrichter: Darko Cvitković \| \| Spielbericht \|                                                                                         | NK Croatia Zagreb |
| NK Rijeka                                  | Mladen Žganjer, Ivan Kurtović, Robert Rubčić (78. Stojan Belaić), Alen Horvat, Dubravko Pavličić, Elvis Brajković, Dragan Raković (67. Ilija Aračić), Mladen Mladenović, Elvis Scoria, Andrej Živković, Jasmin Samardžić Cheftrainer: Srećko Juričić | Dražen Ladić, Dževad Turković, Damir Lesjak, Andrej Panadić, Dario Šimić, Slavko Ištvanić, Sead Halilović (78. Marjo Novaković), Josip Gašpar, Goran Vlaović, Vjekoslav Škrinjar (87. Željko Adžić), Igor Cvitanović Cheftrainer: Miroslav Blažević | NK Croatia Zagreb |
| NK Rijeka                                  | 1:0 Dubravko Pavličić (3.) | | NK Croatia Zagreb |
| NK Rijeka                                  | Peršon (69.) | Lesjak (9.), Turković (18.), Cvitanović (69.) | NK Croatia Zagreb |
| 15. Juni 1994 in Rijeka (Stadion Kantrida) | | |                   |
| Ergebnis: 1:0 (1:0)                        | | |                   |
| Zuschauer: 15.000                          | | |                   |
| Schiedsrichter: Darko Cvitković            | | |                   |
| Spielbericht                               | | |                   |

## Torschützenliste
| Pl. | Name             | Mannschaft          | Tore |
| --- | ---------------- | ------------------- | ---- |
| 01. | Joško Popović    | NK Zagreb           | 9    |
| 02. | Igor Cvitanović  | NK Croatia Zagreb   | 7    |
| 03. | Ivan Cvjetković  | HNK Segesta Sisak   | 6    |
| 03. | Tomislav Erceg   | Hajduk Split        | 6    |
| 05. | Goran Vlaović    | NK Croatia Zagreb   | 5    |
| 05. | Davor Vugrinec   | NK Varteks Varaždin | 5    |
| 05. | Nevres Zahirović | Cibalia Vinkovci    | 5    |
| 08. | Davor Bajsić     | NK Osijek           | 4    |